# Patrick Achi
Patrick Achi (Paris, 17 de novembro de 1955) é um político costa-marfinense, atual primeiro-ministro da Costa do Marfim desde 8 de março de 2021. Membro do Partido Democrata da Costa do Marfim, estudou na Supélec e na Universidade Stanford e se especializou em engenharia e infraestrutura. Ele também trabalhou como porta-voz do governo para o presidente Alassane Ouattara.
Nasceu em Paris, filho de pai marfinense e mãe francesa. É casado e tem cinco filhos.
É formado em engenharia pela Ecole Supérieur d'Electricité e possui dois mestrados, um em física, pela Universidade de Abijã, e um em administração pela Universidade de Stanford.
Entre 2010 e 2017, Achi foi Ministro da Infraestrutura Econômica do governo da Costa do Marfim. Em 16 de abril de 2020, Achi anunciou que tinha testado positivo para COVID-19 e estava se isolando até novo aviso.
Achi foi nomeado primeiro-ministro interino em 8 de março de 2021 para assumir as funções do primeiro-ministro Hamed Bakayoko, que havia sido hospitalizado. Bakayoko morreu dois dias depois. Achi foi oficialmente nomeado primeiro-ministro em 26 de março de 2021 pelo presidente Ouattara.